# 松山良一
松山 良一（まつやま りょういち、1949年 - ）は日本の実業家、外交官。イタリア三井物産社長、三井物産理事兼九州支社長、駐ボツワナ特命全権大使などを経て、独立行政法人国際観光振興機構理事長。学校法人国際大学　理事及び評議員。GLOCOM所長。

## 人物・経歴
鹿児島県鹿児島市出身。1968年ラ・サール高等学校卒業。1972年東京大学経済学部を卒業し、三井物産入社。
1995年イタリア三井物産社長、1997年から在イタリア日本人商工会議所会頭。1999年三井物産広報室長、2001年三井物産情報総括部長兼営業事業部長、2004年米国三井物産副社長兼情報産業本部長、2005年三井物産九州支社長、2006年三井物産理事兼九州支社長。
2008年初代常駐駐ボツワナ特命全権大使に就任。兼南部アフリカ開発共同体日本政府代表。秋田大学によるボツワナ国際科学技術大学（BIUST）への支援プロジェクトなどを担当。また日本企業へ南部アフリカへの投資を求めた。
2011年10月1日独立行政法人国際観光振興機構理事長に就任。2018年まで務める。
2018年4月1日学校法人国際大学　理事及び評議員（現任）。
2019年4月1日国際大学　グローバル・コミュニケーション・センター（GLOCOM: Center for Global Communications、東京都港区）所長に就任（現任）。